# Aleksandr Ribakov
Aleksandr Ribakov   (Narva, 17 de maig de 1988) és un ciclista rus, ja retirat, professional des del 2009 fins al 2015. Va córrer en ruta i pista.

## Palmarès
- 2009
  - Vencedor d'una etapa a la Volta a Salamanca
- 2012
  - 1r al Memorial Oleg Diatxenko
- 2013
  - 1r al Memorial Oleg Diatxenko